# Eubelum schmoelzeri
Eubelum schmoelzeri är en kräftdjursart som beskrevs av Franco Ferrara och Helmut Schmalfuss 1976. Eubelum schmoelzeri ingår i släktet Eubelum och familjen Eubelidae. Inga underarter finns listade i Catalogue of Life.